# Libor Došek (fotbalista, 1955)
Libor Došek (* 24. září 1955 Brno) je bývalý český fotbalista. V sezoně 1977/78 získal mistrovský titul se Zbrojovkou Brno pod vedením Josefa Masopusta.
Vystudoval práva a nyní pracuje v pojišťovnictví. Jeho bratr Eduard Došek je bývalý ligový brankář Zbrojovky, syn Libor Došek je bývalý český fotbalista, člen Klubu ligových kanonýrů.

## Fotbalová kariéra
Je odchovanec Zbrojovky Brno. Ve Zbrojovce strávil celou kariéru mimo vojny ve VTJ Tábor. Za Zbrojovku v lize odehrál 175 utkání a dal 15 gólů, ve druhé lize přidal dalších 115 utkání a 21 gólů. Za reprezentaci do 18 let nastoupil v 9 utkáních.[zdroj?] V roce 1978 získal se Zbrojovkou pod vedením Josefa Masopusta mistrovský titul. V evropských pohárech za Zbrojovku v PMEZ nastoupil ve 4 utkáních a dal 2 góly a v Poháru UEFA nastoupil v 9 utkáních. Svůj první ligový gól dal ve svém prvním ligovém utkání, navíc v první minutě svého pobytu na hřišti. Stalo se v 1. kole ročníku 1976/77 proti Lokomotívě Košice.

## Ligová bilance
| Ročník                                   | Zápasy | Góly | Minuty | Klub           |
| ---------------------------------------- | ------ | ---- | ------ | -------------- |
| 3. liga 1974/75                          | -      | -    | -      | VTJ Tábor      |
| 3. liga 1975/76                          | -      | -    | -      | VTJ Tábor      |
| 1. československá fotbalová liga 1976/77 | 18     | 1    | -      | Zbrojovka Brno |
| 1. československá fotbalová liga 1977/78 | 13     | 0    | 221    | Zbrojovka Brno |
| 1. československá fotbalová liga 1978/79 | 26     | 2    | 1960   | Zbrojovka Brno |
| 1. československá fotbalová liga 1979/80 | 30     | 4    | 2606   | Zbrojovka Brno |
| 1. československá fotbalová liga 1980/81 | 30     | 5    | 2700   | Zbrojovka Brno |
| 1. československá fotbalová liga 1981/82 | 29     | 3    | 2610   | Zbrojovka Brno |
| 1. československá fotbalová liga 1982/83 | 29     | 0    | 2565   | Zbrojovka Brno |
| 1. ČNL 1983/84                           | 28     | 2    | -      | Zbrojovka Brno |
| 1. ČNL 1984/85                           | 29     | 9    | -      | Zbrojovka Brno |
| 1. ČNL 1985/86                           | 30     | 5    | -      | Zbrojovka Brno |
| 1. ČNL 1986/87                           | 28     | 5    | -      | Zbrojovka Brno |
| CELKEM 1. LIGA                           | 175    | 15   | 12662  |                |
| CELKEM 2. LIGA                           | 115    | 21   | -      |                |